# Съкровището на Сиера Мадре
„Съкровището на Сиера Мадре“ (на английски: The Treasure of the Sierra Madre) е игрален филм – приключенски уестърн, излязъл по екраните през 1948 година, режисиран от Джон Хюстън с участието на Хъмфри Богарт, Уолтър Хюстън, Тим Холт и Брус Бенет. Сценарият, написан също от Хюстън, е адаптация по едноименния роман на Б. Травен от 1927 година. Лентата е от първите американски филми заснети в по-голямата си част извън САЩ. Снимките на дневните сцени са извършени в мексиканските щат Дуранго и град Тампико, Тамаулипас. Авторитетното списание Empire включва филма сред първите 100 в списъка си „500 най-велики филма за всички времена“.

## Сюжет
Историята разказва за перипетиите на двама безпарични американци Фред Добс (Богарт) и Боб Къртин (Холт), които през 20-те години на XX век се събират с ветерана Хауърд (Уолтър Хюстън) в опити за намиране на златни залежи в района на Мексико.

## В ролите
| Актьор             | Роля          |
| ------------------ | ------------- |
| Хъмфри Богарт      | Фред Добс     |
| Уолтър Хюстън      | Хауърд        |
| Тим Холт           | Боб Къртин    |
| Брус Бенет         | Джеймс Коди   |
| Бартън Маклейн     | Пат Маккормък |
| Алфонсо Бедоя      | Голд Хет      |
| Артуро Сото Рангел | Ел Президенте |
| Мануел Донде       | Ел Джефе      |
| Хосе Торвай        | Пабло         |
| Маргарито Луна     | Панчо         |

## Награди и Номинации
Произведението е сред основните заглавия на 21-вата церемония за наградите „Оскар“, с номинации в 4 категории, спечелвайки три от тях  съответно за „Най-добър режисьор“, „Най-добър сценарий“ и Най-добра поддържаща мъжка роля за изпълнението на Уолтър Хюстън, който е баща на режисьора на филма.

## Галерия
| Хъмфри Богарт (Фред Добс) | Уолтър Хюстън (Хауърд) | Тим Холт (Боб Къртин) | Брус Бенет (Джеймс Коди) |
| ------------------------- | ---------------------- | --------------------- | ------------------------ |
|                           |                        |                       |                          |